# Tithrone latipennis
Tithrone latipennis är en bönsyrseart som beskrevs av Atilio Lombardo 1996. Tithrone latipennis ingår i släktet Tithrone och familjen Acanthopidae. Inga underarter finns listade i Catalogue of Life.